# Вилела (Повуа-де-Ланьозу)
Вилела (порт. Vilela) — район (фрегезия) в Португалии, входит в округ Брага. Является составной частью муниципалитета Повуа-де-Ланьозу. Находится в составе крупной городской агломерации Большое Минью. По старому административному делению входил в провинцию Минью. Входит в экономико-статистический субрегион Аве, который входит в Северный регион. Население составляет 674 человека на 2001 год. Занимает площадь 4,18 км².